# مصطفی احمد حسن
مصطفی احمد حسن (عربی: مصطفى احمد حسن ؛ زادهٔ ۱۰ فوریهٔ ۱۹۹۰) یک بازیکن فوتبال اهل دانمارک و زاده عراق است.
از باشگاه‌هایی که در آن بازی کرده‌است می‌توان به باشگاه فوتبال بروندبی اشاره کرد.